# Dover (Missouri)
Dover is een plaats (town) in de Amerikaanse staat Missouri, en valt bestuurlijk gezien onder Lafayette County.

## Demografie
Bij de volkstelling in 2000 werd het aantal inwoners vastgesteld op 108.
In 2006 is het aantal inwoners door het United States Census Bureau geschat op eveneens 108.

## Geografie
Volgens het United States Census Bureau beslaat de plaats een oppervlakte van
0,5 km², geheel bestaande uit land. Dover ligt op ongeveer 211 m boven zeeniveau.

## Plaatsen in de nabije omgeving
De onderstaande figuur toont nabijgelegen plaatsen in een straal van 16 km rond Dover.